# Podtatrze (czasopismo)
Podtatrze – czasopismo wydawane w Zakopanem (aperiodyk), ukazujące się w latach 1974–1989. Ukazywało się 1–4 razy w roku, w większości jako kwartalnik w cyklu związanym z porami roku (wiosna – lato – jesień – zima), przy czym często w formie numerów łączonych. Numery 1 i 2 posiadały podtytuł „Region – ludzie – czasy”, numer 3 – „Magazyn społeczno-turystyczny”, kolejne numery już bez podtytułów. Numery 1–28 były nienumerowane, a jedynie datowane porą roku (j. w.) lub tylko samym rokiem, jednak później zostały włączone do ogólnej numeracji. Numer 29 nie ukazał się, następny (za rok 1987) nosił numer 30. Ostatnim wydanym był łączony numer 33-34 (za rok 1989).
Czasopismo wychodziło w formie grzbietowanych zeszytów o wymiarach ok. 20,7 x 14,6 cm, z kartonową okładką. Liczba stron druku (czarno-białego) wahała się od 96 do 160. Część numerów zawiera po kilka nienumerowanych wklejek z lepszego papieru z fotografiami (czarno-białe – drukowane dwustronnie, barwne – jednostronnie). W początkowym okresie pierwsza strona okładki była ozdabiana kolorowymi obrazkami w stylu ludowym, w tym zwłaszcza pracami Eweliny Pęksowej, natomiast w późniejszym okresie – kolorowymi fotografiami Stanisława Momota.
Wydawcą była początkowo Miejska Rada Narodowa w Zakopanem, następnie Rada Narodowa Miasta Zakopanego i Gminy Tatrzańskiej, a pod koniec Rada Narodowa Miasta Zakopanego i Gminy Tatrzańskiej oraz Tatrzańskie Towarzystwo Kulturalne. Czasopismo redagował zwykle zespół 6- do 7-osobowy, okresowo z wyszczególnionym redaktorem naczelnym, zastępcą red. nacz. i sekretarzem Redakcji. Redaktorami naczelnymi byli: w latach 1975–1980 Andrzej Szymkiewicz, 1981–1985 Ryszard Sikora, 1986–1989 Mieczysław Mantyka. Adres Redakcji zmieniał się wraz ze zmianami Wydawcy. Wśród autorów tekstów byli m.in. Alfons Filar, Zygmunt Adam Goetel, Józef Grabowski, Wojciech Gąsienica-Byrcyn, Józef Kapeniak, Jacek Kolbuszewski, Adam Liberak, Władysław Macheta, Stefan Maciejewski, Mieczysław Mantyka, Marian Matzenauer, Zbigniew Mirek, Adam Pach, Christian Parma, Witold H. Paryski, Zofia Radwańska-Paryska, Roman Reinfuss, Danuta Rejdych, Wit Maciej Rzepecki, Zbigniew Schneigert, Ryszard Sikora, Krystyna Słobodzińska, Zofia Stecka, Konstanty Stecki jun., Andrzej Szymkiewicz, Włodzimierz Wnuk, Wiesław Aleksander Wójcik i Jerzy Zembrzuski.
Nakład od 3 tys. egzemplarzy (w okresie początkowym) do 2 tys. pod koniec istnienia czasopisma. Cena zeszytu wynosiła od 20,- zł (Jesień-zima 1975) do 150,- zł (ostatnie numery).
Artykuły w czasopiśmie poruszały zróżnicowaną tematykę (społeczno-kulturalną, popularno-naukową, historyczną, krajoznawczą, turystyczną, sportową i in.) związaną tematycznie z Podtatrzem, a głównie z Zakopanem. Zamieszczane w nim były również biografie ludzi związanych z tym terenem oraz poezje (również gwarowe). Część numerów zamykało dosyć obszerne kalendarium.